# Paulo Fabio Pérsico
Paulo Fabio Pérsico (en latín, Paullus Fabius Persicus; 2 o 1 a. C.-54) fue un senador romano, cónsul en el año 34.

## Familia
Fabio Pérsico era hijo de Paulo Fabio Máximo, quien también había sido cónsul en el año 11 a. C., y de Marcia, prima hermana materna de Augusto. Debe su apellido de Pérsico a que su antepasado Lucio Emilio Paulo Macedónico fue autor de la muerte del último rey macedonio, Perseo, en 146 a. C.

## Carrera política
Tras la muerte voluntaria de su padre en el año 14, obligado por la ira del imperial, Pérsico aparece en la vida pública en 15, nombrado sucesor en sus cargos religiosos, en el Colegio de Pontífices y entre los augustales. Fue nombrado cuestor y pretor por Tiberio y cónsul en el año 34, con Lucio Vitelio, padre de quien sería emperador, Vitelio.
Más tarde, en 43-44 fue nombrado procónsul de la provincia romana de Asia; se conserva un edicto escrito por Pérsico estando en este puesto.
En 47-48 fue curator riparum et alvei Tiberis, con otros consulares como el veterano Lucio Escribonio Libón, consul ordinarius en 16, o el más joven Gayo Egio Márulo.
De acuerdo con Séneca, Pérsico habría sido una persona vil, que debía su carrera política más a la influencia de su familia que a sus propios méritos.
Murió siendo Claudio emperador.